# Francesco Mattina
Francesco Mattina (* 1971) ist ein italienischer Jurist und EU-Beamter. Er amtiert seit 1. Februar 2022 als Präsident des Gemeinschaftlichen Sortenamts (CPVO).
Francesco Mattina studierte Rechtswissenschaften an der Universität Parma. Nach dem Studienabschluss erwarb er weitere Qualifikationen in Europäischem Recht und im Recht des geistigen Eigentums an der Universität Alicante.
Anschließend war Mattina als Partner verschiedener italienischer und internationaler Rechtsanwaltskanzleien vor italienischen Gerichten und dem Gerichtshof der EU tätig.
Er trat dann in den Dienst des Amts der Europäischen Union für geistiges Eigentum (EUIPO). Zum Sortenamt wechselte er 2013, wo er zunächst bis 2017 die Rechtsabteilung leitete. Danach wurde er zum Vizepräsidenten mit Zuständigkeiten u. a. für Rechtsfragen, internationale Kooperationen und Kommunikation ernannt, bis er schließlich 2022 Präsident wurde.